# Amnistie en France
L'amnistie en France est une notion de droit pénal qui invoque l'« oubli » d'actes contraventionnels, délictueux ou criminels constitués et qui, en temps normal, entraîneraient une sanction pénale.
Historiquement, sous l'Ancien Régime, un acte d'amnistie (ou plus exactement de grâce[réf. nécessaire]) était initié à l'avènement d'un nouveau souverain. Il consistait à éteindre certaines catégories de condamnations prononcées au nom du roi précédent. Il accompagnait un certain nombre de cadeaux et de fêtes marquant l'avènement du nouveau roi. Cette coutume peut être rapprochée d'une part du droit général des prescriptions dans le droit français, d'autre part de l'institution du jubilé chez les Anciens Juifs[C'est-à-dire ?].
Il ne faut pas confondre l'amnistie avec la grâce présidentielle, qui permet, dans certaines conditions, d'accorder la remise ou la modération d'une peine définitive.

## Première République
La première loi d'amnistie française qui s'oppose au droit de grâce royale est le décret du 14 septembre 1791 qui instaure une amnistie générale pour les révolutionnaires et les contre-révolutionnaires. Il vise à préserver la Constitution de 1791 : le 13 septembre, Louis XVI écrit à l'Assemblée qu'il est prêt à accepter la Constitution mais qu'il souhaite une réconciliation générale, le marquis de La Fayette élabore un décret en trois articles pour répondre à cette demande. Les actes violents commis du 1er mai 1788, début des émeutes révolutionnaires, jusqu'à la publication du décret, sont amnistiés.
L'épisode de la Terreur marque toutefois une nouvelle période de dissension et de grande violence politique. La loi d'amnistie du 26 octobre 1795 vient couvrir les actes commis durant cette période, et ainsi clore juridiquement la Terreur.

## Premier Empire et Restauration
Le 12 mars 1815, reprenant le pouvoir après son retour de l'Île d'Elbe, Napoléon Ier décrète que l'amnistie est accordée « aux fonctionnaires civils et militaires qui, par des intelligences ou une connivence coupable avec l'étranger, l'ont appelé en France et ont secondé ses projets d'envahissement ; [et] à ceux qui ont tramé et favorisé le renversement des constitutions de l'Empire ou du trône impérial ». Treize personnes sont exclues de cette mesure, notamment à cause de leur fidélité à Louis XVIII : Lynch, La Rochejaquelein, Eugène de Vitrolles, Alexis de Noailles, le duc de Raguse, Sosthènes de La Rochefoucauld, Bourrienne, Bellart, Talleyrand, Beurnonville, François de Jaucourt, le duc de Dalberg et l'abbé de Montesquiou.
Le 12 janvier 1816, Louis XVIII promulgue une loi d'amnistie, votée par les chambres sur sa proposition. Elle concerne « tous ceux qui, directement ou indirectement, ont pris part à la rébellion et à l'usurpation de Napoléon Bonaparte » mais elle prévoit de nombreuses exceptions, notamment à l'encontre des régicides ralliés à Napoléon durant les Cent-Jours.
Le 13 août 1817, après les mauvaises récoltes de l'année sans été, Louis XVIII ordonne qu'une amnistie soit accordée aux Français « poursuivis correctionnellement, ou condamnés à des peines correctionnelles, pour les délits auxquels la rareté des subsistances a pu les entraîner depuis le 1er septembre 1816 jusqu'à ce jour ». Les récidivistes en sont toutefois exclus.
Le 28 mai 1825, à l'occasion de son sacre à Reims, Charles X accorde de nombreuses amnisties individuelles, portant sur des condamnés à des peines correctionnelles pour des délits politiques ainsi que des contrevenants aux lois sur la forêt et la pêche.

## Monarchie de Juillet
Le 26 septembre 1830, « voulant signaler [son] avènement à la couronne par des actes d'indulgence », Louis-Philippe ordonne l'amnistie de toutes les contraventions de simple police commises antérieurement au 27 juillet 1830, mais les dommages-intérêts restent dus, et les amendes déjà versées ne seront pas remboursées.
Le 8 mai 1837, à l'occasion du mariage du duc d'Orléans, Louis-Philippe accorde l'amnistie à toutes les personnes détenues pour crimes et délits politiques.

## Second Empire
Le 2 décembre 1852, un an après le succès de son coup d’État, Napoléon III instaure à son profit le Second Empire en signant à Saint-Cloud une série de décrets. L'un de ces textes amnistie les peines d'emprisonnement et d'amende prononcées pour délits et contraventions concernant la presse et l'imprimerie.
Le 16 août 1859, renforcé par le succès de la campagne d'Italie, Napoléon III décrète, au lendemain de la fête nationale, que l'amnistie est « accordée à tous les individus qui ont été condamnés pour crimes et délits politiques, ou qui ont été l'objet de mesures de sûreté générale ».
Le 14 août 1869, à l'occasion du centenaire de la naissance de Napoléon Ier, Napoléon III décrète une nouvelle amnistie, en faveur des personnes poursuivies ou condamnées pour « crimes et délits politiques », « délits et contraventions en matière de presse, de police de l'imprimerie et de la librairie, de réunions publiques, de coalitions », « délits et contraventions en matière de douanes, de contributions indirectes [...], de forêts, de pêche, de chasse, de voirie, de police du roulage [et] d'infractions relatives au service de la Garde nationale ».

## Troisième République
Le 4 septembre 1870, le jour même de la proclamation de la République, le Gouvernement de la Défense nationale décrète l'amnistie des condamnés pour crimes et délits politiques et pour délits de presse « depuis le 3 décembre 1852 jusqu'au 3 septembre 1870 », soit toute la durée du Second Empire déchu.
Avec la Troisième République, le droit de grâce est le privilège du président de la République française alors que l'amnistie fait partie du domaine de la loi.
Selon Léon Gambetta, l'amnistie des communards (loi d'amnistie votée le 11 juillet 1880, peu de temps après la victoire définitive des républicains sur les royalistes) conduisait à refonder la République sur l'apaisement des conflits, l'avènement de la démocratie politique, du suffrage universel (masculin) et de l'instruction (lois Jules Ferry), rendant, selon lui, la violence illégitime.
Votée peu de temps après l'élection de Félix Faure, une loi d'amnistie, adoptée par le parlement puis promulguée par le président de la République le 1er février 1895, s'applique aux condamnations prononcées ou encourues jusqu'au 28 janvier 1895 à raison de crime, d'attentat ou de complot contre la sûreté intérieure de l’État, de délits de presse (à l'exception des délits de diffamation ou d'injure envers des particuliers) ou d'autres délits politiques. Elle bénéficie notamment à Henri Rochefort, exilé depuis sa condamnation par la Haute Cour en 1889, à Jean Grave, condamné en février 1894 à deux ans de prison pour ses écrits anarchistes, et à Alfred Léon Gérault-Richard, condamné en novembre 1894 à un an de prison pour offense au chef de l’État à la suite d'un article paru dans Le Chambard socialiste.
La loi d'amnistie promulguée le 2 novembre 1905 a pour but de mettre fin aux plusieurs conflits sociaux et politiques tels que l'affaire Dreyfus ou l'affaire des fiches. Elle s'applique notamment à Paul Déroulède, condamné par la Haute Cour en janvier 1900.

## Quatrième République
L'amnistie fait partie du domaine de la loi.
Après la Seconde Guerre mondiale, une première loi d'amnistie, concernant les faits de collaboration ayant entraîné une peine de prison inférieure à quinze ans, est votée le 5 janvier 1951. Une seconde loi, très large, est votée le 6 août 1953. À la suite de cette amnistie, moins de cent personnes restent emprisonnées. Ces lois n'ont pas été particulièrement consensuelles : 327 voix contre 263 pour la première, 394 contre 212 pour la seconde.

## Cinquième République
Selon l’article 34 de la Constitution de la Cinquième République, l’amnistie fait partie du domaine de la loi, elle doit donc être définie par le Parlement.

### Guerre d'Algérie
La fin de la guerre d'Algérie de 1962 marque le début de la publication ou du vote de divers décrets, lois et ordonnances d'amnistie, et ce jusqu'en 1982.
Les accords d'Évian sont suivis d'une large loi d'amnistie pour les actes commis en relation avec cette dernière, qu'ils soient du fait du FLN, de l'OAS ou des militaires français. Cette loi est complétée en 1966. Une troisième loi d'amnistie est votée en juillet 1968. Un amendement présenté par le député socialiste Gaston Defferre prévoit la réintégration dans les cadres et leur grade des officiers ayant participé à l'OAS.
En 1982, François Mitterrand fait voter une quatrième loi, qui permet notamment aux généraux ayant organisé le putsch d'avril 1961 de toucher leur retraite d'officiers généraux et d'être réintégrés dans leurs décorations.

### Mai 68
Loi du 23 mai 1968 portant amnistie.

### Conflits relatifs à des problèmes agricoles, ruraux, artisanaux ou commerciaux, ou conflits du travail
Loi du 21 décembre 1972 portant amnistie de certaines infractions.

### Nouvelle-Calédonie
Loi du 31 décembre 1985 portant amnistie relative à la Nouvelle-Calédonie.
Loi du 10 janvier 1990 portant amnistie d'infractions commises à l'occasion d'événements survenus en Nouvelle-Calédonie, prévus par les accords de Matignon.

### Guadeloupe, Martinique et Corse
Loi du 10 juillet 1989 portant amnistie.

### Financement de la vie politique
Le gouvernement Michel Rocard fait voter une série de lois liées à la régulation du financement de la vie politique française. La loi du 15 janvier 1990 relative à la limitation des dépenses électorales et à la clarification du financement des activités politiques comporte une disposition selon laquelle « Sauf en cas d'enrichissement personnel de leurs auteurs, sont amnistiées toutes infractions commises avant le 15 juin 1989 en relation avec le financement direct ou indirect de campagnes électorales ou de partis et de groupements politiques, à l'exclusion des infractions [de contrefaçon et de corruption] et de celles commises par une personne investie à cette date d'un mandat de parlementaire national. ».
Les partis de droite de l'époque, le RPR et l'UDF, alors dans l'opposition, dénoncent une mesure destinée selon eux à protéger les dirigeants du Parti socialiste[réf. nécessaire].

### Élections présidentielles de 1959 à 2002
Une loi d'amnistie est adoptée par le Parlement après chaque élection présidentielle jusqu'en 2002 inclus,,,,,,,. Globalement, le champ des mesures d'amnistie se réduit à chaque élection présidentielle :
- en 1981, le texte comprenait 14 domaines d'« exclusion », c'est-à-dire des catégories de crimes et de délits indélébiles ;
- en 1995, le nombre de ces domaines passa à 28. En particulier un débat sécoue le parlement : la gauche réclame l'exclusion du champ de l'amnistie les condamnations contre les « commando anti-IVG », ces militants, la plupart du temps de conviction chrétienne, qui s'opposaient par la force à la pratique de l'IVG en bloquant des cliniques et des blocs opératoires généralement en venant s'enchainer. Cette exclusion sera finalement obtenue[39].
- à partir de 2002, l'amnistie des infractions au code de la route est de plus en plus contestée, notamment par les associations s'investissant dans les problèmes de sécurité routière comme la Ligue contre la violence routière. Après la réélection de Jacques Chirac, le nombre de domaines d'exclusion passa à 49 mais il subsista des mesures individuelles d'amnistie ;
- en 2007, François Bayrou et Nicolas Sarkozy, rejoints plus tardivement par Ségolène Royal, se sont déclarés opposés à l'amnistie des infractions au code de la route. Cette position a été confirmée par Nicolas Sarkozy peu de temps après son élection[40] ;
- en 2012, les équipes de François Hollande et de Nicolas Sarkozy déclarent que leur candidat respectif ne fera voter aucune loi d'amnistie post-présidentielle[41].

Les lois d’amnistie disposent de plus que le président de la République « peut admettre par décret au bénéfice de l'amnistie les personnes poursuivies ou condamnées » selon certaines conditions.
En 1981, les mesures individuelles étaient réservées à quelques profils d'auteurs d'infraction : les personnalités s'étant illustrées dans les domaines scientifiques, culturels et humanitaires, les résistants et engagés volontaires en temps de guerre. En 1988, la mesure a été étendue aux Français qui se distinguent dans le domaine économique, et en 1995 aux personnalités de l'humanitaire.
En 2002, à la réélection de Jacques Chirac, son champ est globalement restreint mais est étendu aux sportifs de haut niveau et beaucoup y voient une mesure ad hoc pour David Douillet, proche des époux Chirac, ou Guy Drut, député de l'Union pour un mouvement populaire impliqué dans l'affaire des marchés publics d'Ile-de-France et bénéficiaire d'un emploi fictif à la Sicra, filiale de Vivendi.
L'amnistie individuelle de Guy Drut le 25 mai 2006 par un décret présidentiel non publié au Journal officiel déclencha les protestations du Parti socialiste.

## Effet d'une amnistie
En France, les effets d'une amnistie sont décrits par le code pénal :
« L'amnistie efface les condamnations prononcées. Elle entraîne, sans qu'elle puisse donner lieu à restitution, la remise de toutes les peines. Elle rétablit l'auteur ou le complice de l'infraction dans le bénéfice du sursis qui avait pu lui être accordé lors d'une condamnation antérieure. »
— Article 133-9 du code pénal
L'effet d'une amnistie est principalement juridique. L'amnistie n'efface pas les faits commis, mais leur fait perdre leur caractère délictueux : ils ne sont plus punissables, ne constituent plus une première infraction pour les récidives, etc.
Il est également à noter que le délit de calomnie pouvait être retenu contre l’auteur d’une imputation diffamatoire qui en aurait établi la vérité par référence à un fait « constituant une infraction amnistiée ou prescrite, ou qui a donné lieu à une condamnation effacée par la réhabilitation ou la révision ». Cependant, le 7 juin 2013, le Conseil constitutionnel, après examen d'une question prioritaire de constitutionnalité, a déclaré contraire à la constitution, avec effet immédiat, le troisième alinéa de l'article 35 de la loi du 29 juillet 1881. En ce sens, le délit de calomnie ne saurait être retenu à l'encontre d'un individu qui invoquerait des faits constituants une infraction amnistiée ou prescrite.